# Aegiochus incisa
Aegiochus incisa är en kräftdjursart som först beskrevs av Jørgen Matthias Christian Schiødte och Frederik Vilhelm August Meinert 1879.  Aegiochus incisa ingår i släktet Aegiochus och familjen Aegidae. Inga underarter finns listade i Catalogue of Life.